# Synagoge (Luže)
Koordinaten: 49° 53′ 35,2″ N, 16° 1′ 36,6″ O

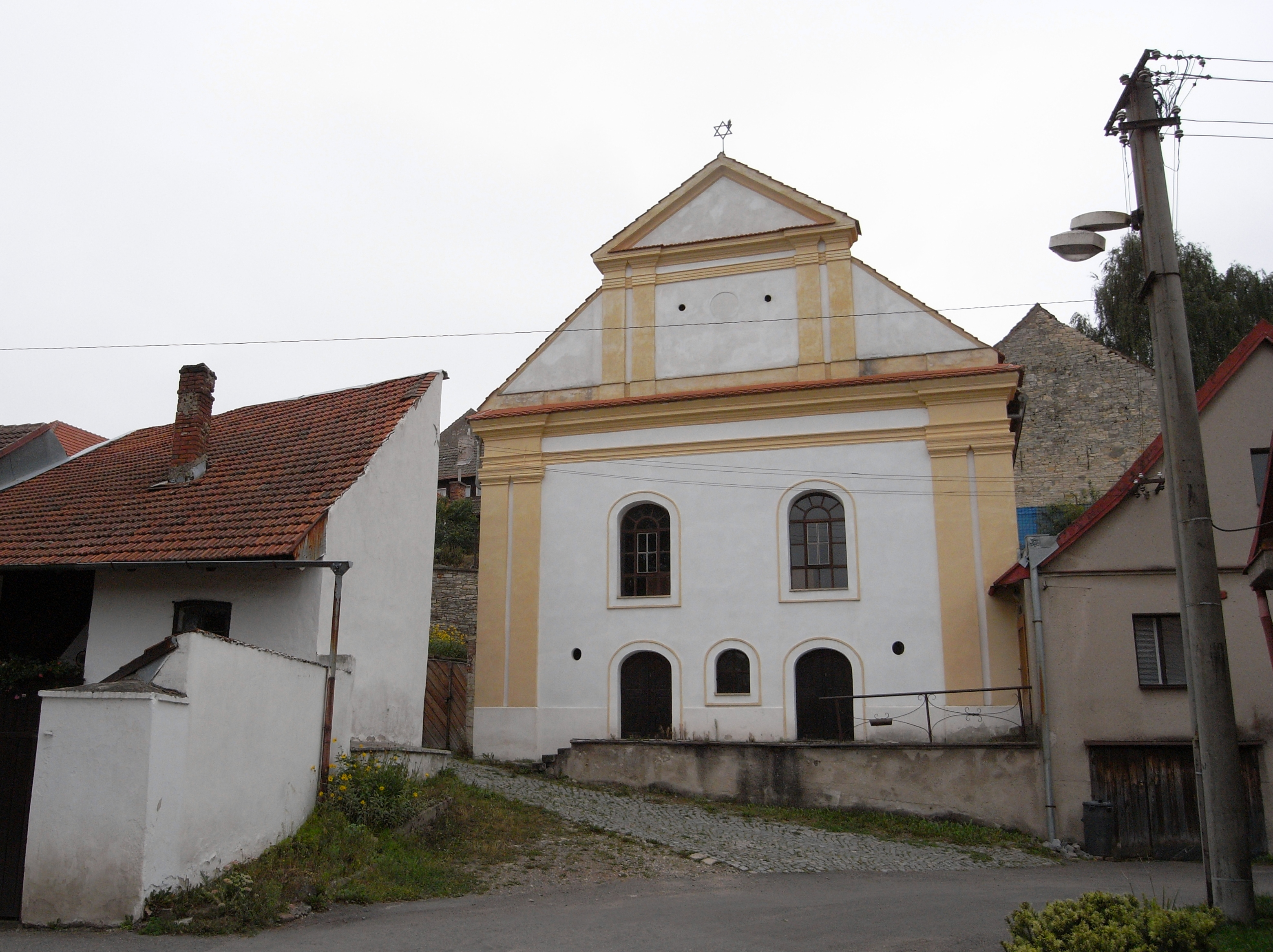
Synagoge in Luže

Die Synagoge in Luže (deutsch Lusche), einer Kleinstadt im Okres Chrudim in Tschechien, wurde um  1780 errichtet. Die profanierte Synagoge ist seit 1958 ein geschütztes Kulturdenkmal.
Die Synagoge wurde inmitten eines ghettoartigen Wohnbezirks im Stil des Barock erbaut. In ihr wurden bis Ende der 1930er Jahre Gottesdienste abgehalten. 
Ab den 1940er Jahren wurde das Synagogengebäude als Lagerraum genutzt. In den 1990er Jahren wurde es restauriert, wobei man eine Genisa mit ca. 600 Fragmenten entdeckte, darunter zahlreiche Handschriften und Textilien. Seit 2002 dient das Synagogengebäude kulturellen Zwecken und es ist eine Dokumentation über das jüdische Leben der Region ausgestellt.